# Carlos Suárez Cázares
Carlos Suárez Cázares (* 2. Dezember 1946 in La Piedad) ist ein mexikanischer römisch-katholischer Geistlicher und emeritierter Weihbischof in Morelia.

## Leben
Carlos Suárez Cázares empfing am 30. Dezember 1972 die Priesterweihe.
Papst Johannes Paul II. ernannte ihn am 1. Juni 1988 zum Bischof von Campeche. Der Apostolische Nuntius in Mexiko, Girolamo Prigione, spendete ihm am 25. Juli desselben Jahres die Bischofsweihe; Mitkonsekratoren waren Héctor González Martínez, Koadjutorerzbischof von Antequera, Oaxaca, und Manuel Castro Ruiz, Erzbischof von Yucatán. 
Am 18. August 1994 wurde er zum Bischof von Zamora ernannt. Von seinem Amt trat er am 13. Dezember 2006 zurück. Papst Benedikt XVI. ernannte ihn am 4. November 2008 zum Weihbischof in Morelia und Titularbischof von Abidda.
Am 23. Dezember 2021 nahm Papst Franziskus seinen altersbedingten Rücktritt an.